# 南京地铁S8号线
南京地铁S8号线又称宁天城际轨道交通、南京至天长市域铁路，是南京地铁的一条干线，一期工程全部在江苏省南京市境内，北起六合区金牛湖，南至浦口区长江大桥北，沿江北大道经过大厂、浦口沿江、桥北地区，已于2014年8月1日开通。S8号线在开通时是中国一次建成里程最长，也是运行速度最快的城市地铁。 S8号线南延伸段起于现有泰山新村站，终于长江大桥北站，于2022年9月30日通车运营。2021年，南京至天长线二期列入国家发改委印发的长江三角洲地区多层次轨道交通体系规划，二期自金牛湖至安徽天长，长度为26公里。

## 历史
宁天城际一期工程原为规划中的南京地铁11号线，是南京地铁线网中第一条位于长江以北的线路。该线路通往2014年青奥会帆船项目赛场金牛湖，是青奥会的重点配套项目。宁天城际一期于2012年6月21日开工，总投资约130亿元，于2014年8月1日开通。南延工程（泰山新村—长江大桥北区间）于2018年11月20日动工，2022年9月30日正式通车运营。2021年，国家发改委正式印发《长江三角洲地区多层次轨道交通规划》，南京至天长线二期在列，二期长度为26公里，预估造价为47亿元。

## 线路概况
线路南起桥北地区，向北沿大桥北路、泰冯路、江北大道和金江公路至金牛湖，设长江大桥北、毛纺厂路、泰山新村、泰冯路、高新开发区、信息工程大学、卸甲甸、大厂、葛塘、长芦、化工园、六合开发区、龙池、雄州、凤凰山公园、方州广场、沈桥、八百桥、金牛湖等共19座车站（其中地下站8座、高架站11座）。在泰冯路站与南京地铁3号线换乘通往主城区。线路全长45.216千米，其中地下线约11千米，高架线约33千米，设大厂东车辆段，预留八百桥停车场。列车采用4B编组，最高运行速度100km/h，计划运营时间为每天5点至23点，预计初期高峰期每小时发车12对，远期将达到每小时发车30对。

### 车站信息
南京地铁S8号线各站点如下：

| 浦口公园                |        | -     |                     | █ 15号线规划         | 地下         |       |       |       |       |       |       |
| 柳州南路                |        |       |                     |                      | 地下         |       |       |       |       |       |       |
| 一期+南延工程（运营中） |        |       |                     |                      |              |       |       |       |       |       |       |
| 长江大桥北              | 0      | 1.5   | 大桥北路-江山路北侧 | █ 11号线在建         | 地下二层岛式 | 05:55 | 22:20 | 23:00 | 22:40 | 06:53 | 22:56 |
| 毛纺厂路                | 1.5    | 1.1   | 大桥北路-毛纺厂路   |                      | 地下二层岛式 | 05:57 | 22:21 | 23:01 | 22:31 | 06:55 | 23:55 |
| 泰山新村                | 2.6    | 1.3   | 大桥北路-环交广场   |                      | 地下二层岛式 | 06:00 | 22:24 | 23:04 | 22:44 | 06:53 | 22:53 |
| 泰冯路                  | 3.836  | 1.236 | 中心路-泰冯路       | █ 3号线              | 地下三层岛式 | 06:02 | 22:27 | 23:07 | 22:47 | 06:51 | 22:51 |
| 高新开发区              | 6.577  | 2.741 | 六合大道-学府路北   |                      | 高架三层岛式 | 06:06 | 22:30 | 23:10 | 22:50 | 06:47 | 22:47 |
| 信息工程大学            | 9.407  | 2.830 | 六合大道-盘新路     |                      | 高架三层侧式 | 06:09 | 22:34 | 23:14 | 22:54 | 06:43 | 22:43 |
| 卸甲甸                  | 10.808 | 1.401 | 六合大道-芳庭路南   |                      | 高架三层侧式 | 06:12 | 22:36 | 23:16 | 22:56 | 06:41 | 22:41 |
| 大厂                    | 12.637 | 1.829 | 六合大道-健民路北   |                      | 高架三层侧式 | 06:14 | 22:39 | 23:19 | 22:59 | 06:38 | 22:38 |
| 葛塘                    | 14.788 | 2.151 | 六合大道-杨村路北   | █ 11号线 (二期) 规划 | 高架三层岛式 | 06:17 | 22:42 | 23:22 | 23:02 | 06:35 | 22:35 |
| 长芦                    | 18.668 | 3.880 | 六合大道-乙烯路南   |                      | 高架二层岛式 | 06:21 | 22:46 | 23:26 | 23:06 | 06:31 | 22:31 |
| 化工园                  | 20.235 | 1.567 | 六合大道-方水路南   |                      | 高架二层岛式 | 06:24 | 22:48 | 23:28 | 23:08 | 06:29 | 22:29 |
| 六合开发区              | 23.128 | 2.893 | 六合大道-农场河路   |                      | 高架二层岛式 | 06:27 | 22:51 | 23:31 | 23:11 | 06:26 | 22:26 |
| 龙池                    | 25.205 | 2.077 | 六合大道-白果东路   |                      | 地下二层岛式 | 06:29 | 22:54 | 23:34 | 23:14 | 06:23 | 22:23 |
| 雄州                    | 27.58  | 2.375 | 龙津南路-雄州路     | █ 14号线规划         | 地下二层岛式 | 06:33 | 23:57 | 23:37 | 23:17 | 06:20 | 22:20 |
| 凤凰山公园              | 29.186 | 1.606 | 延安路-秦苑路       |                      | 地下二层岛式 | 06:35 | 23:00 | 23:40 | 23:20 | 06:17 | 22:17 |
| 方州广场                | 30.661 | 1.475 | 延安北路-方州路     |                      | 地下二层岛式 | 06:38 | 23:02 | 23:42 | 23:22 | 06:15 | 22:15 |
| 沈桥                    | 36.773 | 6.112 | 金江公路-长平路     |                      | 高架三层侧式 | 06:43 | 23:08 | ——    | ——    | 06:09 | 22:09 |
| 八百桥                  | 47.144 | 4.971 | 八百桥镇中部        |                      | 高架二层侧式 | 06:48 | 23:12 | ——    | ——    | 06:04 | 22:04 |
| 金牛湖                  | 47.219 | 5.475 | 金牛湖路东南        |                      | 高架二层侧式 | 06:52 | 23:16 | ——    | ——    | 06:00 | 22:00 |

## 车辆

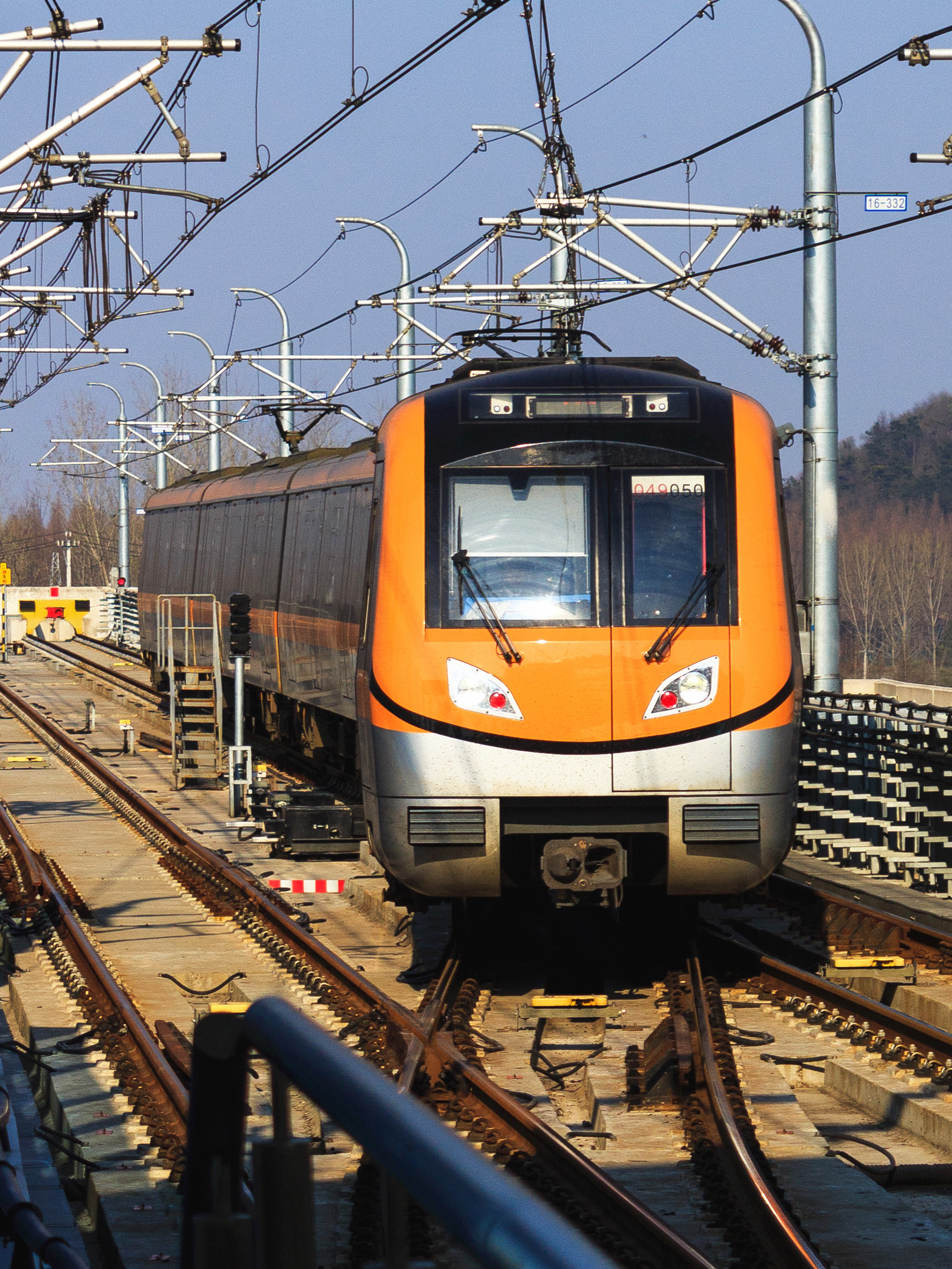
S8号线列车车头

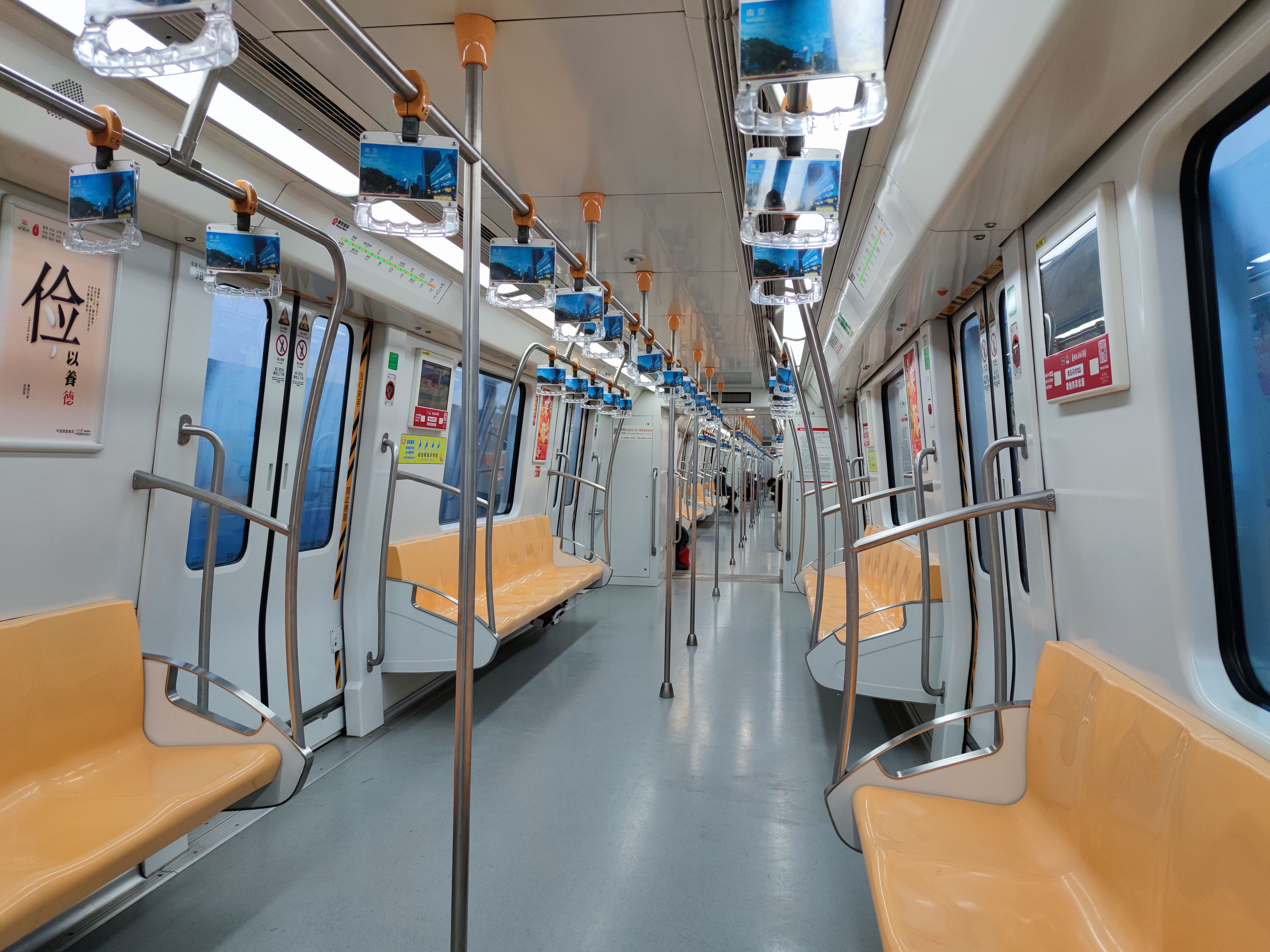
S8号线车厢内饰

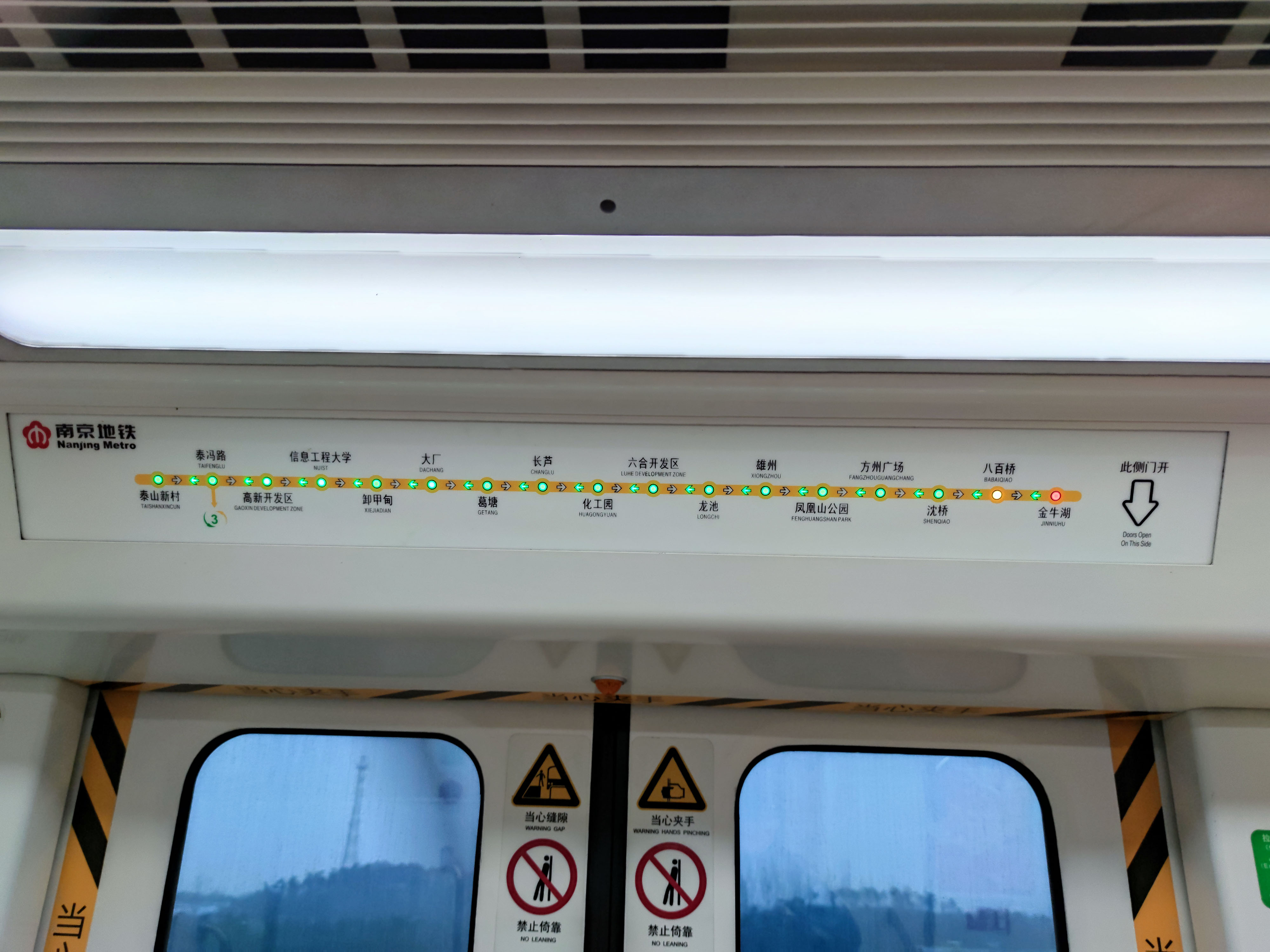
S8号线车厢内的电子线路图

南京地铁S8号线采用B型鼓型车，4节编组（3动1拖），由中车南京浦镇车辆有限公司制造。初期、中期最高运营速度100km/h，构造速度110km/h；远期在高架段最高运营速度120km/h，构造速度135km/h。
车体采用铝合金鼓形车体，全车定员960人。每节车厢单侧开有四扇塞拉门供旅客乘降。S8号线列车使用中车南京浦镇开发的CIVAS系列平台，牵引逆变器使用由株洲中车时代电气生产的TGN-66A。车辆国产化率达94%。S8号线列车车体内外皆以线路标志色橙色作为主色调。
S8号线一期购车共26列，104辆；2019年为南延线开通又向中车南京浦镇车辆增购4列，共16辆。二期车除灯光、爱心座椅颜色外其他技术指标与一期车基本相同。
| 型号名  | 制造商           | 车辆编成        | 制造年代  | 车辆总数            | 上线时间    | 昵称   |
| ------- | ---------------- | --------------- | --------- | ------------------- | ----------- | ------ |
| NJS8-01 | 南车南京浦镇车辆 | 4B(Tc+Mp+Mp+Tc) | 2014-2015 | 26列(001002-051052) | 2014/08/01- | 斗鸡眼 |
| NJS8-02 | 中车南京浦镇车辆 | 4B(Tc+Mp+Mp+Tc) | 2020-2021 | 4列(053054-059060)  | 2022/08/20- | 斗鸡眼 |

## 设计
南京地铁S8号线以橙色为主色调，全线17座车站站内装饰风格各异。在泰山新村站、龙池站、金牛湖站分别设有“八骏腾飞”“六合民俗”“扬帆起航”文化艺术墙。同时考虑到宁天城际定位，车站造型景观采用组团设计思路，将11座高架车站分为三个组团；地下站分为两个组团，各组团彰显不同的主题特色和文化内涵。
同时，S8号线大字壁采用富有南京特色的“金陵刻经”字体书写，辅以纹饰浮雕、篆刻图章等图案以彰显地方特色。

## 大事记
- 2011年10月27日，一期工程环境影响评价第一次公示[18]。
- 2011年11月11日，一期工程可行性研究报告通过专家评审[19]。
- 2011年12月28日，一期工程环境影响评价第二次公示[20]。
- 2012年6月21日，一期工程开工仪式在六合区棠城广场举行[8]。
- 2013年4月10日，一期工程凤凰公园站主体结构顺利封顶，为全线首个封顶的地下站[21]。
- 2014年2月，全线17座车站主体结构全部完成。[22]
- 2014年3月18日，列车开始在正线热滑试跑。
- 2014年3月28日，正线全线轨通。[23]
- 2014年4月23日，开始空载试运行[24]。
- 2014年8月1日，通车试运营。早班车6:00，末班车19:00。上线8列车，采用大小交路1:1套跑，泰山新村站至方州广场站（小交路）行车间隔14分30秒，泰山新村站至金牛湖站（大交路）行车间隔29分钟。
- 2014年8月15日，末班车延长至21:00。
- 2014年10月29日，增加1列车上线，泰山新村—金牛湖（大交路）行车间隔缩短至23分12秒，泰山新村—方州广场（小交路）行车间隔缩短至11分36秒。
- 2015年4月1日，末班车延长至22:00。运营列车数由9列增加至12列。工作日全天，采用固定大、小交路（泰山新村站-金牛湖站、泰山新村站-方州广场站）1:1模式运行，小交路行车间隔由11分36秒缩短至8分42秒；周末及节假日，采用固定大交路运营，全线行车间隔为9分40秒。
- 2015年12月25日起，工作日早、晚高峰时段大小交路采用不对称发车，小交路行车间隔为5分48秒。
- 2016年11月8日起，泰山新村至金牛湖方向的尝试由原先的22:00延长至22:20；金牛湖至泰山新村方向末班车则暂不调整，仍为22:00。
- 2017年4月27日，S8南延工程（泰山新村站—大桥站）第一次环评公示。[25]
- 2017年9月18日起，工作日金牛湖至八百桥大交路区段6:30前的行车间隔由17分24秒缩短至10分钟；7:40-8:00期间金牛湖至泰山新村方向的列车实施单向加密，将最短行车间隔由5分48秒压缩至4分21秒。
- 2018年8月20日起，工作日大交路全日行车间隔由17分24秒缩短至14分30秒，早高峰期间小交路4分21秒间隔的覆盖时间延长10分钟，晚高峰最小间隔由5分48秒压缩至4分50秒，周末全线最小间隔由9分40秒压缩至8分17秒。
- 2018年10月19日，天长市开始宁天城际二期预可行性研究项目招标。
- 2018年11月20日，S8南延线正式开工，全长2.1千米，设两座地下站。[26]
- 2020年，宁天城际二期正式列入安徽省实施长江三角洲区域一体化发展纲要行动计划。[27]
- 2021年5月30日，弘-大区间右线顺利贯通，标志着S8号线南延全线“洞通”。
- 2021年8月3日，受疫情防控影响，8月3日起S8号线运营区段调整为泰山新村站至方州广场站，沈桥站至金牛湖站临时关闭。[28]9月10日起，S8号线恢复全线运营[29]。2022年3月16日起，由于南京市再次出现本土疫情，S8号线运营区间再次调整为泰山新村站至方州广场站，方州广场站至金牛湖站区间停运，直至3月30日。4月18日起，南京地铁S8号线运营区段调整为泰山新村站至方州广场站，沈桥站至金牛湖站临时关闭[30]。5月12日起，S8号线恢复全线运营[31]。
- 2022年4月28日，南延段（泰山新村站至长江大桥北站区间）完成冷热滑试验。[32]
- 2022年8月20日起，S8号线南延段正式开始跑图。列车在泰山新村站清客后继续驶往长江大桥北方向折返。同日，增购4列车开始上线运营。[33]
- 2022年9月30日11时，南延段正式开通运营。